# 미도리정 (히로시마현)
미도리정(美土里町)은 일본 히로시마현 다카타군에 존재했던 정이다. 1956년 4월 1일 성립되었다. 이후 2004년 3월 1일 미도리정 등 6개 정이 합병하여 아키타카타시가 신설되고 폐지되었다.

## 역사
- 1889년 4월 1일 - 시정촌 시헹으로 미도리정역에 해당하는 다카타군에 속했던 이케쿠라, 기타, 혼, 요코타 각 촌이 존재하였다.
- 1956년 4월 1일 - 이케쿠와촌, 기타촌, 혼촌, 요코타촌 등 4개 촌이 대등합병, 미도리정이 신설되었다.
- 2004년 3월 1일 - 미도리정과 다카타군 야치요정, 요시다정, 다카미야정, 고다정, 무카이하라정 등 6개 정이 합병하여 아키타카타시가 신설되고, 미도리정 등은 폐지되었다.

## 교통

### 도로
- 주고쿠 자동차도
- 국도 제433호선 (일본)(일본어판)
- 국도 제434호선 (일본)(일본어판)